# Сун'юань
Сун'юань (кит. спр. 松原市, піньїнь: Sōngyuán Shì) — місто-округ в китайській провінції Цзілінь. 

## Географія
Сун'юань розташовується на північному сході провінції, лежить у місці впадіння річки Нуньцзян до Сунгарі.

### Клімат
Місто знаходиться у зоні, котра характеризується вологим континентальним кліматом зі спекотним літом. Найтепліший місяць — липень із середньою температурою 22.8 °C (73 °F). Найхолодніший місяць — січень, із середньою температурою -17.2 °С (1 °F).
| Клімат Сун'юаня (повіт Цянь-Горлос)       | Клімат Сун'юаня (повіт Цянь-Горлос) | Клімат Сун'юаня (повіт Цянь-Горлос) | Клімат Сун'юаня (повіт Цянь-Горлос) | Клімат Сун'юаня (повіт Цянь-Горлос) | Клімат Сун'юаня (повіт Цянь-Горлос) | Клімат Сун'юаня (повіт Цянь-Горлос) | Клімат Сун'юаня (повіт Цянь-Горлос) | Клімат Сун'юаня (повіт Цянь-Горлос) | Клімат Сун'юаня (повіт Цянь-Горлос) | Клімат Сун'юаня (повіт Цянь-Горлос) | Клімат Сун'юаня (повіт Цянь-Горлос) | Клімат Сун'юаня (повіт Цянь-Горлос) | Клімат Сун'юаня (повіт Цянь-Горлос) |
| Показник                                  | Січ.                                | Лют.                                | Бер.                                | Квіт.                               | Трав.                               | Черв.                               | Лип.                                | Серп.                               | Вер.                                | Жовт.                               | Лист.                               | Груд.                               | Рік                                 |
| Середній максимум, °C                     | −10                                 | −6                                  | 2                                   | 13                                  | 21                                  | 26                                  | 28                                  | 26                                  | 21                                  | 12                                  | 1                                   | −7,2                                | 10                                  |
| Середня температура, °C                   | −17                                 | −13                                 | −3                                  | 6                                   | 14                                  | 20                                  | 23                                  | 21                                  | 15                                  | 6                                   | −4                                  | −13                                 | 4                                   |
| Середній мінімум, °C                      | −22                                 | −19                                 | −9                                  | 0                                   | 8                                   | 15                                  | 18                                  | 17                                  | 9                                   | 1                                   | −9                                  | −18                                 | 0                                   |
| Норма опадів, мм                          | 1.6                                 | 2.5                                 | 6                                   | 17.4                                | 33.2                                | 76.3                                | 141                                 | 90.3                                | 45.1                                | 19.4                                | 4.7                                 | 2.7                                 | 440.2                               |
| Днів з опадами                            | 3                                   | 3,2                                 | 3,6                                 | 5,3                                 | 8,2                                 | 11,7                                | 14,4                                | 11,6                                | 8,8                                 | 6,3                                 | 3,7                                 | 3,3                                 | 83,1                                |
| Вологість повітря, %                      | 69.1                                | 64.4                                | 53.7                                | 48.4                                | 49                                  | 63.3                                | 77.1                                | 78                                  | 68.9                                | 61                                  | 65.5                                | 68.3                                | 63.9                                |
| ----------------------------------------- | ----------------------------------- | ----------------------------------- | ----------------------------------- | ----------------------------------- | ----------------------------------- | ----------------------------------- | ----------------------------------- | ----------------------------------- | ----------------------------------- | ----------------------------------- | ----------------------------------- | ----------------------------------- | ----------------------------------- |
| Джерело: Weatherbase, Weatherbase (опади) |                                     |                                     |                                     |                                     |                                     |                                     |                                     |                                     |                                     |                                     |                                     |                                     |                                     |

## Адміністративний поділ
Міський округ поділяється на 1 міський район, 1 місто та 3 повіти (один з них є автономним):
| Карта                                                 | Карта              | Карта                  | Карта            |
| ----------------------------------------------------- | ------------------ | ---------------------- | ---------------- |
| Чанлін Цяньань Цянь-Горлос- · Монгол ① Фуюй ① Нінцзян |                    |                        |                  |
| Статус                                                | Назва              | Оригінал               | Населення (2020) |
| Район                                                 | Нінцзян            | 宁江区                 | 713 430          |
| Місто                                                 | Фуюй               | 扶余市                 | 475 017          |
| Повіт                                                 | Цяньань            | 乾安县                 | 205 542          |
| Повіт                                                 | Чанлін             | 长岭县                 | 451 620          |
| Автономний повіт                                      | Цянь-Горлос-Монгол | 前郭尔罗斯蒙古族自治县 | 407 385          |